# 綿半ドットコム
株式会社綿半ドットコム（わたはんドットコム）は、パソコンなどの通信販売を行っている日本の企業。

## 概要
1998年4月に設立。「PCボンバー」の名で、主にパソコン・家電等の通信販売を行っており、近年ではカー用品や食品なども取り扱っている。
綿半ホールディングス株式会社は2018年11月21日に、同年12月3日付でアベルネット全株式を取得し、アベルネットを綿半ホールディングスの完全子会社とすることを発表。アベルネットは同年12月3日付で綿半ホールディングスの完全子会社となった。同時に、代表取締役社長には綿半ホールディングス社長である野原勇が兼務。。

## 沿革
- 1998年
  - 1月 - 創業。
  - 2月 - インターネットによる通信販売を開始。
  - 4月20日 - 有限会社アベルとして設立。
- 2000年6月 - 株式会社へ改組。同時に商号を株式会社アベルネットへ変更。
- 2001年7月 - ブランド部門を設立。
- 2011年7月 - クレジットカード決済専用サイトである「PC BOMBER SMART」が開業。
- 2012年11月 - ノジマが株式の48.5%を取得し、同社の関連会社となる[5][6]。
- 2017年
  - 5月 - ノジマより自己株式28.7%を取得し同社の関連会社から外れる[7]。
  - 6月 - 買取専門サイトである「買取けんさく君」をリニューアル。
- 2018年
  - 6月 - 法人専用後払い決済の取り扱いを開始。ブランド品並びにロレックス腕時計の取扱を開始。
  - 12月3日 - 株式譲渡に伴い綿半ホールディングスの完全子会社となる。同時に決算期を3月末日に変更[1][3][4]。
- 2020年6月23日 - 商号を株式会社綿半ドットコムへ変更[8]。